# サス (スペイン)
サス（Zas）は、スペイン・ガリシア州ア・コルーニャ県のムニシピオ（基礎自治体）コマルカ・ダ・テーラ・デ・ソネイラに属する。ガリシア統計局によると、2011年の人口は5,219人（2010年：5,295人、2008年：5,459人、2006年:5,674人、2005年:5,780人、2004年:5,867人、2003年:5,978人）。
ガリシア語話者の自治体住民に占める割合は99.49%（2001年）。

## 地理
サスはコリスタンコ、サンタ・コンバ、マサリコス、ビミアンソ、ラシェ、カバーナ・デ・ベルガンティーニョスの各自治体と境界をなす。コスタ・ダ・モルテ地域にあるものの、海には面しておらず、南北に細長い。自治体内での最高地点はピコ・デ・メーダ峰で海抜567mである。北部をグランデ川が、南部をシャージャス川が流れる。
サスはコルクビョン司法管轄区に属す。

### 人口
| サスの人口推移 1900－2010                               |
|                                                         |
| 出典:INE（スペイン国立統計局）1900年 - 1991年、1996年 - |

## 史蹟
サスにはおよそ5,000年前のものと考えられている巨石文化の遺跡が、残されており、ムイーニョ教区にあるアルカ・ダ・ピオーサと呼ばれるドルメンは最も知られている。また、サン・アドリアンのカストロのようなカストロもいくつか発見されている。
南部にはローマ時代のものを基礎に、中世に建造された石橋ポンテ・デ・ブランドミル（ブランドミル橋）、また、アージョ教区には16世紀にたてられたアージョの塔などが残されている。
サス教区では民族音楽（フォーク・ミュージック）の祭典フェスタ・デ・カルバジェイラが開かれ、2008年には25回目を数えた。

## 経済
主要な産業は農業と牧畜業で、規模はいずれも小規模である。

## 政治
自治体首長はガリシア民族主義ブロック（BNG）のマヌエル・ムイーニョ・エスパサンディン（Manuel Muíño Espasandín）、自治体評議員はガリシア民族主義ブロック：8、ガリシア国民党（PPdeG）：3、CG：2となっている。（2011年5月22日の自治体選挙結果、得票順）。
| 1999年6月13日自治体選挙 |        |        |          |
| 政党                    | 得票数 | 得票率 | 獲得議席 |
| AIXZAS                  | 2,050  | 48.87% | 7        |
| PPdeG                   | 1,467  | 34.97% | 5        |
| BNG                     | 451    | 10.75% | 1        |
| PSdeG-PSOE              | 206    | 4.91%  | 0        |

| 2003年5月25日自治体選挙 |        |        |          |
| 政党                    | 得票数 | 得票率 | 獲得議席 |
| PPdeG                   | 1,923  | 46.53% | 6        |
| BNG                     | 847    | 20.49% | 3        |
| AVE X ZAS               | 829    | 20.06% | 3        |
| CDI                     | 410    | 9.92%  | 1        |
| PSdeG-PSOE              | 101    | 2.44%  | 0        |

| 2007年5月27日自治体選挙 |        |        |          |
| 政党                    | 得票数 | 得票率 | 獲得議席 |
| PPdeG                   | 1,458  | 36.04% | 5        |
| BNG                     | 1,441  | 35.62% | 5        |
| TEGA                    | 668    | 16.51% | 2        |
| PSdeG-PSOE              | 431    | 10.66% | 1        |

| 2011年5月22日自治体選挙 |        |        |          |
| 政党                    | 得票数 | 得票率 | 獲得議席 |
| BNG                     | 2,136  | 55.71% | 8        |
| PPdeG                   | 818    | 21.34% | 3        |
| CG                      | 635    | 16.56% | 2        |
| PSdeG-PSOE              | 217    | 5.66%  | 0        |

## 教区
サスは16教区に分けられる。
- オ・アージョ（サン・ペドロ）
- バイオ（サンタ・マリーア）
- ブランドミル（サン・ペドロ）
- ブランドーニャス（サンタ・マリーア）
- カレイラ（サンティアゴ）
- ガンダラ（サンタ・マリーア）
- ラマス（サンタ・マリーア）
- ロローニョ（サンティアーゴ）
- ミラ（サンタ・マリーア）
- ムイーニョ（サン・ティルソ）
- サン・クレメンソ・デ・パソス（サン・クレメンソ）
- サン・マルティーニョ・デ・メアノス（サン・マルティーニョ）
- サンタ・シーア・デ・ローマ（サンタ・シーア）
- サント・アドリアン・デ・カストロ（サント・アドリアン）
- ビラール（サン・ペドロ）
- サス（サント・アンドレ）

## ギャラリー

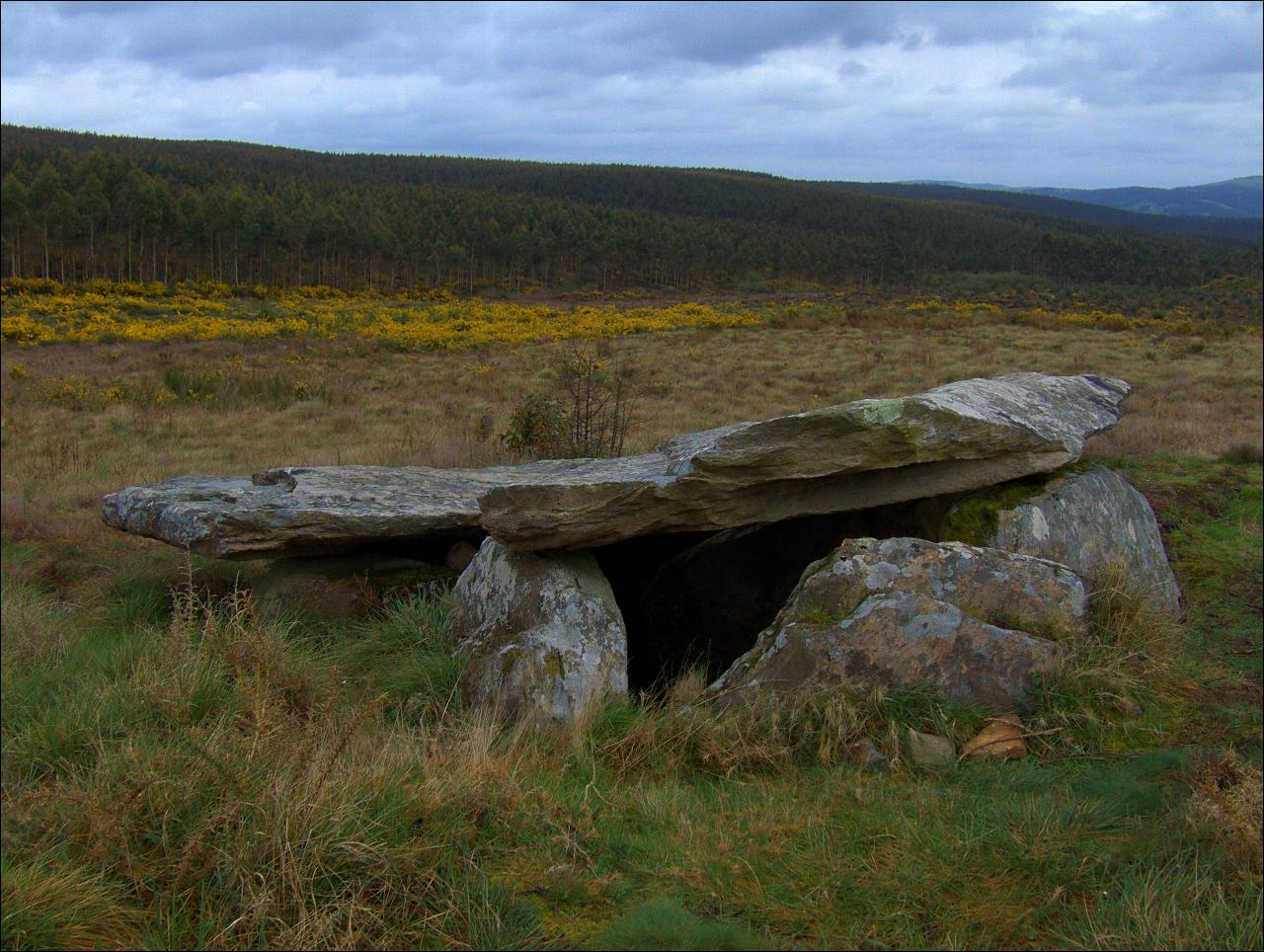
ドルメン、アルカ・ダ・ピオーサ
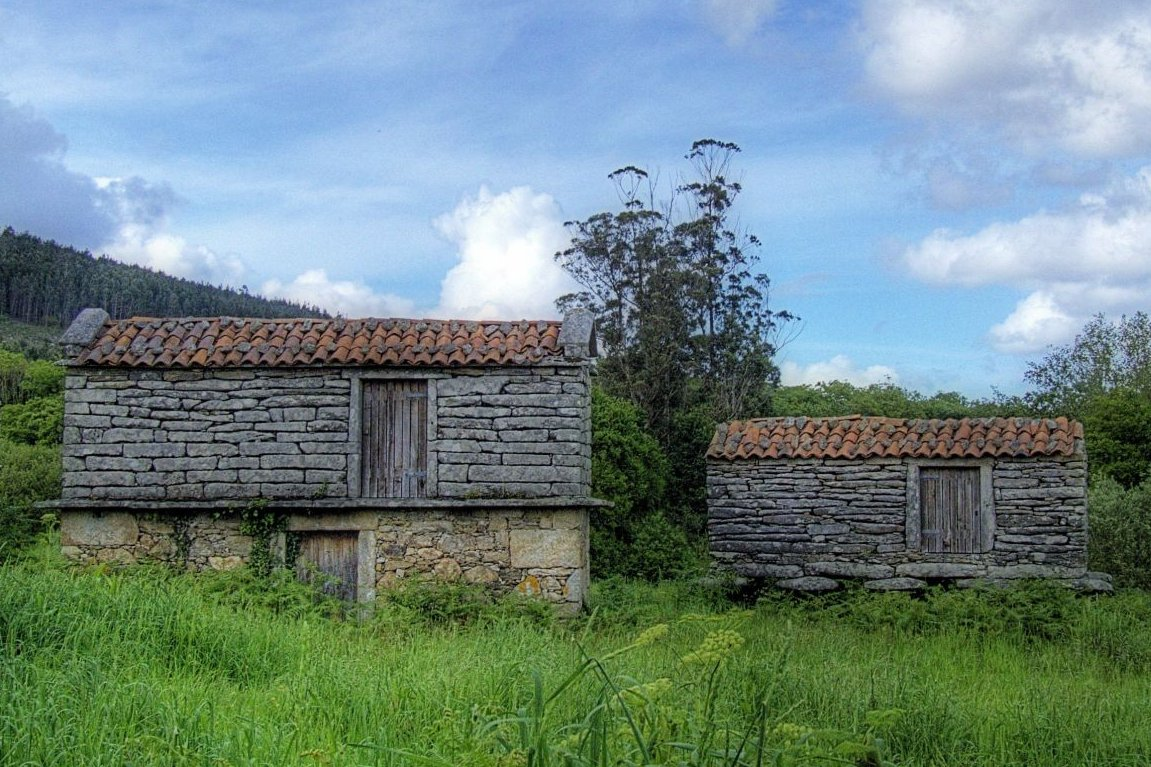
オレオ
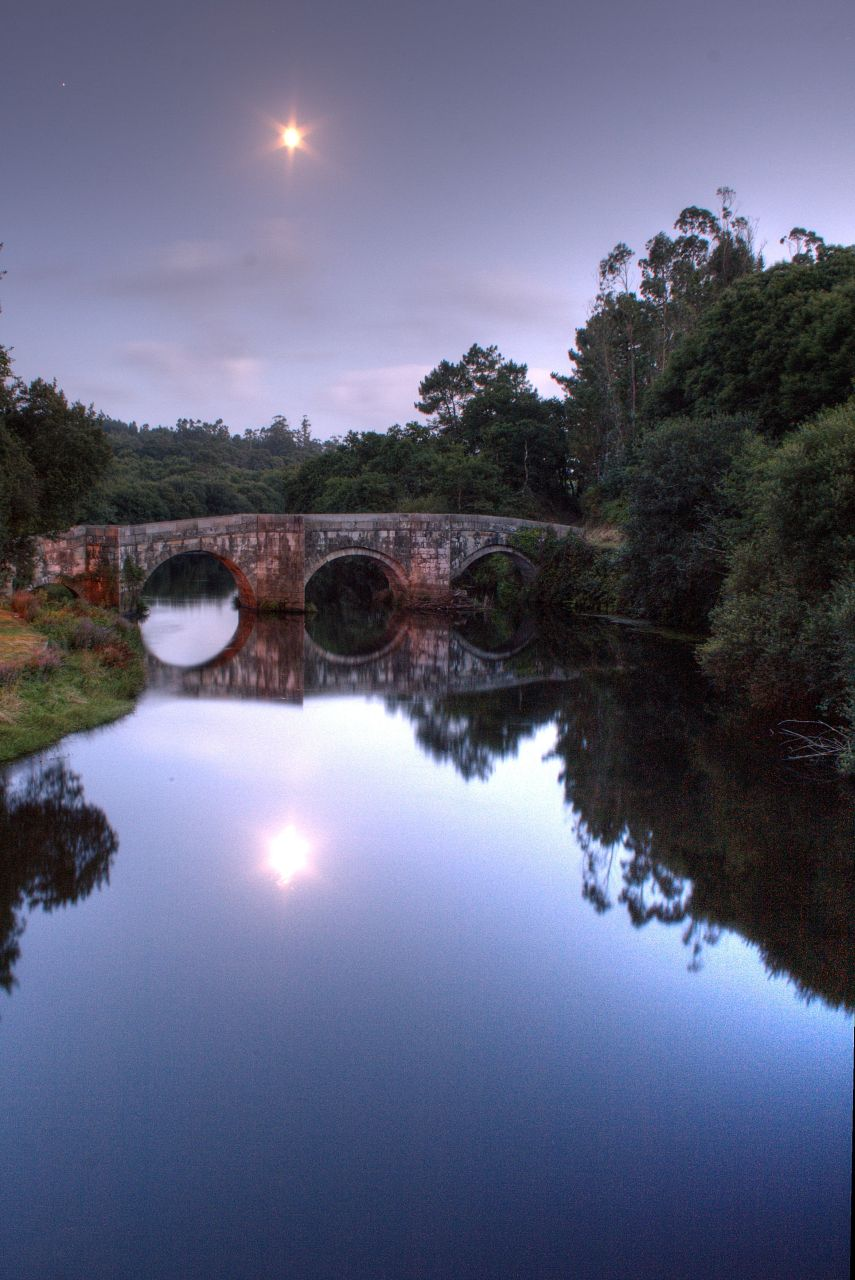
ポンテ・デ・ブランドミル